# Sette ore di guai
Sette ore di guai é um filme italiano de 1951  dirigido por Vittorio Metz e Marcello Marchesi.

## Sinopse
Totò De Pasquale (Totò) é um pequeno alfaiate que, no dia do baptismo do seu filho, recebe a visita do advogado Espinaci (Eduardo Passarelli), encarregue de lhe entregar uma notificação de apreensão dos seus bens por causa de uma dívida não paga. Quando o advogado descobre que a esposa de Pasquale (Clelia Matania) é uma velha amiga, decide adiar a aplicação da sentença. E Totó, para lhe agradar, decide convidá-lo para ser o padrinho do filho, esquecendo que já tinha um candidato, o seu irmão Matteo (Nino Milano). Poucos minutos depois descobrem que a ama (Bice Valori)  perdera a criança na praça depois de uma discussão com o marido. Para que a mulher não suspeite de nada, Totò, leva-lhe um bebé de uma família vizinha, que é muito distraida. Ignorando que o bebé vem a caminho de casa nos braços de um amigo da ama, Totò, o advogado e Matteo vão a casa de uma prostituta  (Isa Barzizza) e do seu chulo doido (Guido Celano). São levados erradamente a crer que a criança foi levada  para o campo e partem para uma pequena povoação, onde os três se dividem e Totò encontra o que parece ser o seu filho (mas não o é). O avô da criança começa a gritar que andam por ali raptores de crianças e em pouco tempo está todo o povo em polvorosa e é por pouco que Totó escapa de ser linchado. De volta à cidade, descobre o filho já baptizado, é insultado pelo advogado (que ameaça levar a sentença até ao fim) e pela sogra (que lhe nega ajuda para pagar a dívida). Totò senta-se nos degraus da igreja, a lastimar-se, enquanto toda a gente corre atrás de um camião onde, por acidente, tinham sido colocados o seu filho e o do vizinho.

## Elenco
Totò: Totò De Pasquale
Isa Barzizza: Amelia
Mario Castellani: Antonino
Alberto Sorrentino: Raffaele
Galeazzo Benti: Ernesto
Arturo Bragaglia: Arturo
Nino Milano: Matteo